# Sepia elliptica
Sepia elliptica е вид главоного от семейство Sepiidae.

## Разпространение и местообитание
Видът е разпространен в Австралия (Западна Австралия, Куинсланд и Северна територия), Индонезия и Папуа Нова Гвинея.
Обитава крайбрежията на морета и заливи. Среща се на дълбочина от 9,1 до 380 m, при температура на водата от 15,7 до 27,7 °C и соленост 34,2 – 35,6 ‰.